# Résidence Palace

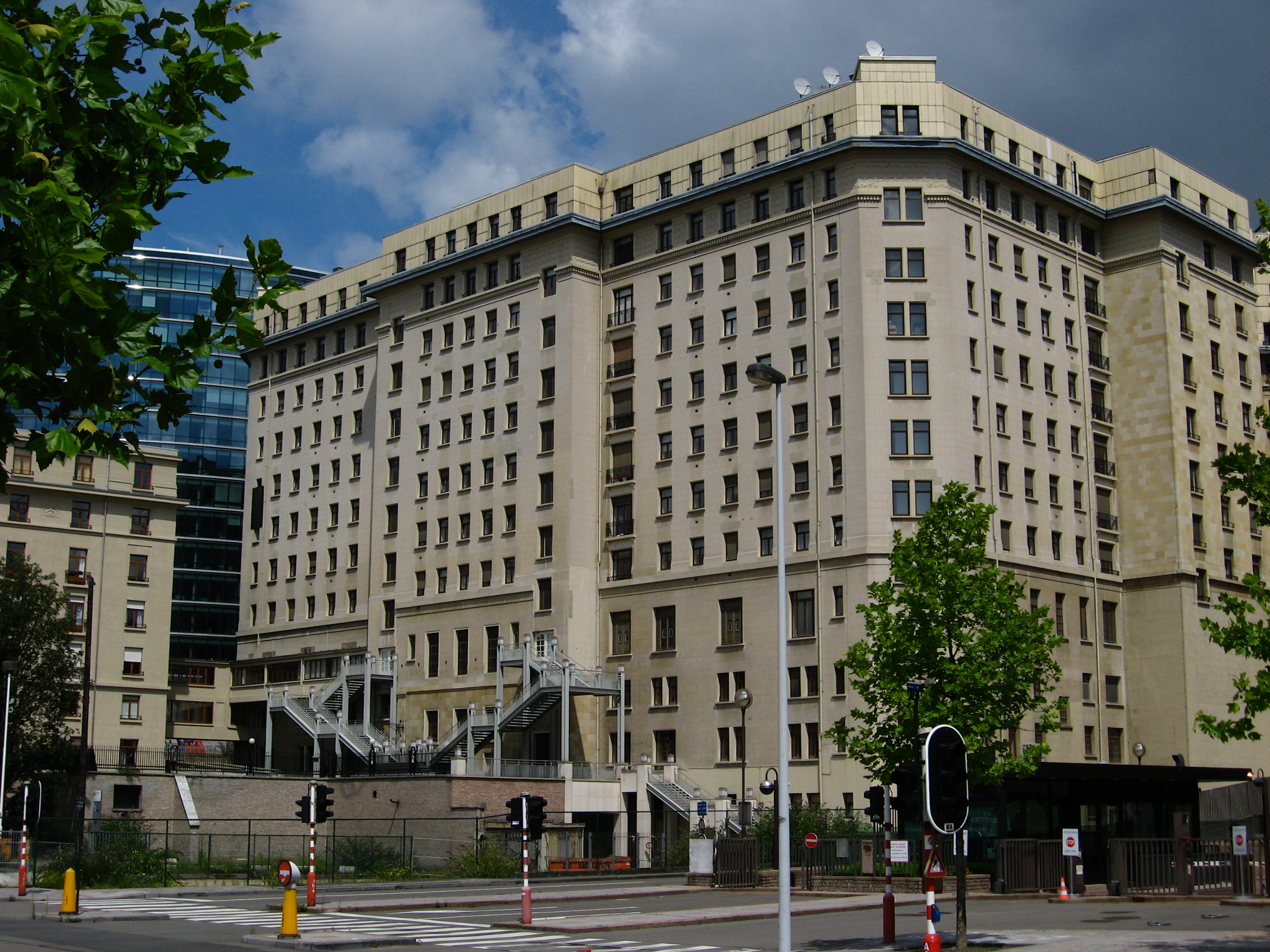
Het Résidence Palace gezien vanaf de Etterbeeksesteenweg in 2007.

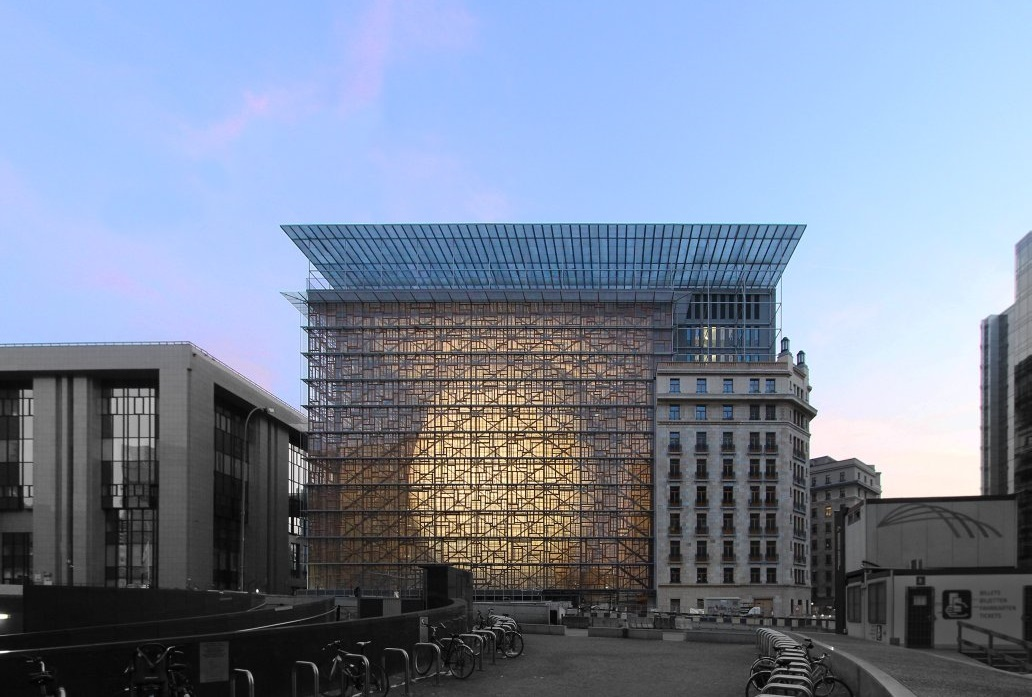
Europagebouw

De Résidence Palace was oorspronkelijk een complex van residentiële gebouwen, gelegen aan de Wetstraat in Brussel. 
De Résidence Palace was het eerste luxueuze appartementsgebouw in Brussel. Dit art-decogebouw werd in de jaren 1920 ontworpen door de Zwitserse architect Michel Polak op verzoek van de succesvolle Belgische zakenman Lucien Kaisin. Het was toen het grootste appartementencomplex tot dan toe in Europa. Kaisin wilde een oplossing bieden voor de huisvestingscrisis die na de Grote Oorlog was uitgebroken en die vooral de Belgische hoofdstad teisterde.

## Voorgeschiedenis en bouw
Lucien Kaisin, stichter-directeur van de S.A. Crédit général hypothécaire et mobilier en vastgoed ontwikkelaar wilde in Brussel een aantal moderne luxe-appartementcomplexen realiseren. Het bekendste hiervan zou het Résidence Palace worden. Andere waren onder meer Les Pavillons français, eerste wolkenkrabber van Brussel en nog steeds een landmark aan de Notelaarstraat in Schaarbeek.
Voor de realisatie van het Résidence Palace sprak hij de Zwitserse architect Michel Polak aan, die hier ook zelf zou gaan wonen vanaf de oplevering in 1927 tot de ontruiming door de bezetter in 1940-1941.
De bedoeling was een complex te bouwen dat een duizendtal personen kan herbergen, in een combinatie van privéwoonst en hotel. 
Het project had een ongelooflijke allure. De appartementen waren namelijk bestemd voor de kapitaalkrachtige Brusselse bourgeoisie en aristocratie. De bewoners konden er beroep doen op kamermeisjes en butlers van het complex zelf en het gebouw beschikte over restaurants, een theater, een zwembad, een kapsalon, een bank, een postkantoor, garages, kruideniers, een bloemenwinkel, een chocolaterie, een krantenkiosk, een sportzaal, een terras op het elfde verdiep, enzovoorts.
Voor de exploitatie wordt een Naamloze Vennootschap opgericht: S.A. Résidence Palace met een kapitaal van 12.000.000 BEF verdeeld over 12.000 aandelen van 1.000 BEF. Een deel van het kapitaal wordt in natura ingebracht, onder meer de bouwgrond. De N.V.Crédit général hypothécaire et mobilier krijgt voor haar inbreng 6150 aandelen. De op hen na grootste aandeelhouder is de S.A. Banque Belgo-Argentine, Société agraire, financière et hypothécaire met 987 aandelen.
Het volledig complex besloeg 15.046m².

## Tweede Wereldoorlog
Bij het begin van de Tweede Wereldoorlog wordt het complex door de bezetter opgeëist. Vanaf september 1944 trekken de geallieerden in de gebouwen. Beide bezetters veroorzaken veel schade aan gebouwen en inrichting. 

## Na-oorlogse periode tot heden
De Belgische Staat verwierf het eigendom, dat thans onder de Regie der Gebouwen valt. 
De enige twee resterende blokken zijn de vroeger genaamde blok A en blok C. Blok A werd vrijwel volledig afgebroken, enkel een stuk geklasseerde gevel resteert. Na verbouwing en uitbreiding, staat op die plaats nu het Europagebouw, voor de Europese Raad. 
Blok C is het enige volledige gebouw dat resteert van het oude Résidence Palace. Deze blok werd geklasseerd als art-deco patrimonium en huisvest nog steeds het oude theater en het zwembad, beide zijn niet meer in gebruik tot op heden. Het gebouw herbergt nu het Résidence Palace - Internationaal Perscentrum, opgericht in 2000 door de federale overheid. Het Résidence Palace - Internationaal Perscentrum fungeert als conferentiecentrum en kantoorgebouw.
Blokken B en D werden in 1988 afgebroken, om plaats te maken voor het Justus Lipsiusgebouw. 